# Április 13.
Április 13. az év 103. (szökőévben 104.) napja a Gergely-naptár szerint. Az évből még 262 nap van hátra.
Névnapok: Ida + Béla, Hermina, Martin, Martos, Mína, Minka, Minna, Minni, Minóna, Mirka, Norma, Márton

## Események

### Politikai események
- 1204 – A IV. keresztes háborúban Velence ösztönzésére a keresztes haderő Montferrati Bonifác vezetésével elfoglalja és kifosztja Konstantinápolyt.
- 1336 – IV. Péter aragóniai királyt Zaragozában Aragónia királyává koronázzák.
- 1398 – I. (Ifjú) Márton szicíliai királyt, I. Mária szicíliai királynő férjét Palermóban a Szűz Mária Mennybemenetele Székesegyházban királlyá koronázzák.
- 1399 – I. (Idős) Mártont Zaragozában Aragónia királyává koronázzák.
- 1517 – Egyiptom az Oszmán Birodalom részévé válik.
- 1543 – A kaposi csata: a szekszárdi törökök a Kapos mellett szétverik a végvári katonák egy csapatát.
- 1598 – IV. Henrik francia király kiadja a nantes-i ediktumot.[1]
- 1670 – Zrínyi Péter és Frangepán Ferenc Kristóf grófok Bécsbe menekülnek, hogy kegyelmet kérjenek I. Lipót császártól, azonban április 17-én letartóztatják, és a bécsújhelyi (Wiener Neustadt-i) várba zárják őket.
- 1941 – A Szovjetunió megnemtámadási egyezményt köt a Japán Birodalommal. Ezzel a SZU biztosította – a japán követ véleménye szerint – legalább 18 hónapra keleti térségét, Japán pedig nagyobb koncentrációt érhetett el a csendes-óceáni hadszíntéren.
- 1943 – A berlini rádió bejelenti a katyńi tömegsírok felfedezését, a szovjet NKVD által legyilkolt lengyel hadifogoly katonatisztek holttesteivel.
- 1944 – Az amerikai légierő bombázó kötelékei délnyugati irányból érkezve légi csapásokat mérnek Magyarország több pontjára, így a tököli repülőtérre és repülőgépgyárra, a bánhidai villamos erőműre, valamint a győri repülőtérre és a Magyar Vagon- és Gépgyárra. A győri bombázás 532 halálos és 1132 sebesült áldozatot követelt, leégett 134 lakóépület és 128 ipari épület.
- 2006 – Martin Fedor szlovák védelmi miniszter udvariassági látogatáson fogadja Havril András vezérezredest, a MH vezérkari főnökét.
- 2008 – A szervezett bűnözés elleni harc elégtelensége miatt lemond tisztségéről a bolgár belügyminiszter, Rumen Petkov.

### Kulturális események

#### Zenei események
- 1742 – Georg Friedrich Händel főműve, a Messiás című oratórium premierje Dublinban.

### Sportesemények
- 1924 – Konstantinápolyban megalapítják az AÉK labdarúgó-csapatot.
- 1997 – Tiger Woods lett a legfiatalabb golfjátékos, aki megnyerte a The Masters Tournament-et.

Formula–1
- 1986 –  spanyol nagydíj, Jerez – Győztes: Ayrton Senna  (Lotus Renault Turbo)
- 1997 –  argentin nagydíj, Buenos Aires – Győztes: Jacques Villeneuve  (Williams Renault)

## Születések
- 1519 – Medici Katalin francia királyné († 1589)
- 1597 – Giovanni Battista Hodierna olasz csillagász, Galileo Galilei követője († 1660)
- 1743 – Thomas Jefferson az Amerikai Egyesült Államok harmadik elnöke, hivatalban 1801–1809ig († 1826)
- 1747 – Louis-Philippe II. Joseph de Bourbon, Orléans hercege a Bourbon-ház orléans-i ágából származó francia királyi herceg († 1793)
- 1748 – Joseph Bramah angol mérnök, a biztonsági zár, a vízöblítéses WC, a sörpalackozó gép, valamint a bankjegyszámozó gép feltalálója († 1814)
- 1771 – Richard Trevithick angol feltaláló, bányamérnök, a legkiemelkedőbb munkája a magas nyomású gőzgép kifejlesztése, valamint ő építette az első működő gőzmozdonyt († 1833)
- 1802 – Leopold Fitzinger osztrák zoológus a Fővárosi Állat- és Növénykert alapítója († 1884)
- 1814 – Stein Miksa honvéd tábornok († 1858)
- 1885 – Lukács György filozófus, esztéta, egyetemi tanár († 1971)
- 1892 – Robert Alexander Watson-Watt skót fizikus, a radar feltalálója († 1973)
- 1894 – Derkovits Gyula magyar festőművész († 1934)
- 1899 – Alfred Mosher Butts a Scrabble (Betűtorony) játék feltalálója († 1993)
- 1900 – Lajtai Lajos magyar zeneszerző († 1966)
- 1906 – Koréh Endre magyar operaénekes (basszus) († 1960)
- 1906 – Samuel Beckett Nobel-díjas ír-francia író, drámaíró († 1989)
- 1907 – Rónai Pál brazíliai magyar műfordító, író, tanár († 1992)
- 1914 – Manuel Sadosky argentin matematikus († 2005)
- 1922 – Julius Nyerere tanzániai marxista politikus, államférfi, író († 1999)
- 1923 – Dosztál Béla magyar közgazdász, forradalmár, az 1956-os forradalom egyik székesfehérvári vezető személyisége († 2013)
- 1926 – André Testut monacói autóversenyző († 2005)
- 1928 – Gianni Marzotto olasz autóversenyző († 2012)
- 1931 – Dan Gurney (Daniel Sexton Gurney) amerikai autóversenyző († 2018)
- 1936 – Hidvégi Béla világhírű vadász, üzletember
- 1937 – Edward Fox angol színész (a „Sakál”)
- 1940 – Dallos Jenő magyar karikaturista, grafikus († 2021)
- 1940 – Max Mosley (Max Rufus Mosley) a March Formula–1-es csapat egyik alapítója és az FIA egykori elnöke († 2021)
- 1940 – Mike Beuttler (Michael Beuttler) brit autóversenyző († 1988)
- 1942 – Polónyi Gyöngyi magyar színésznő († 2012)
- 1949 – Agostina Belli (er. Agostina Maria Magnoni) olasz színésznő („Fehér telefonok”)
- 1949 – Ricardo Zunino argentin autóversenyző
- 1950 – Ron Perlman amerikai színész
- 1952 – Sinkovits-Vitay András magyar színész
- 1954 – Sziki Károly magyar színész, színházigazgató, író
- 1956 – Gerendás Péter Liszt Ferenc-díjas magyar zeneszerző, előadóművész, szövegíró
- 1957 – Visky András József Attila-díjas magyar író, dramaturg, egyetemi tanár
- 1960 – Rudi Völler német labdarúgó, edző
- 1962 – Hillel Slovak gitáros, a Red Hot Chili Peppers tagja († 1988)
- 1963 – Garri Kaszparov azerbajdzsáni születésű szovjet sakknagymester, világbajnok
- 1966 – Ali Bumnizsel tunéziai labdarúgó
- 1966 – Béres-Deák Katalin magyar bábművész, színésznő
- 1970 – Csollány Szilveszter olimpiai bajnok tornász († 2022)
- 1970 – Rick Schroder amerikai színész
- 1970 – Gerry Creaney skót labdarúgó
- 1972 – Trill Zsolt Kossuth- és Jászai Mari-díjas magyar színész, érdemes és kiváló művész
- 1975 – Tatyjana Alekszandrovna Navka olimpiai bajnok orosz műkorcsolyázó, jégtáncos
- 1976 – Jonathan Brandis amerikai színész († 2003)
- 1978 – Carles Puyol spanyol labdarúgó
- 1982 – Ty Dolla Sign amerikai énekes
- 1983 – Idora Hegel horvát műkorcsolyázó
- 1988 – Anderson Luís de Abreu Oliveira brazil labdarúgó
- 1989 – Fekete-Győr András magyar jogász, politikus
- 1992 – Lukas Zemaitis litván kosárlabdázó
- 1992 – Bernek Péter magyar úszó

## Halálozások
- 858 – I. Kenneth skót király (* 800 körül)
- 1637 – Ergelics Ferenc magyar katolikus főpap (* 1554)
- 1695 – Jean de La Fontaine francia író, meseköltő (* 1621)
- 1756 – Johann Gottlieb Goldberg német csembalista (* 1727)
- 1772 – Batthyány Károly József magyar főúr, tábornagy, horvát bán (* 1698)
- 1827 – Hugh Clapperton Afrika-felfedező (* 1788)
- 1870 – Szále János Ignác magyar festőművész (* 1810)
- 1909 – Cserháti Sándor gazdasági akadémiai tanár, szakíró (* 1852)
- 1912 – Isikava Takuboku japán költő (* 1886)
- 1916 – Eötvös Károly magyar politikus, ügyvéd, író, publicista (* 1842)
- 1937 – Ilja Arnoldovics Ilf szovjet-orosz író, szatirikus (* 1897)
- 1966 – Georges Duhamel francia író, költő (* 1884)
- 1972 – Lénárd Sándor orvos, költő, író (* 1910)
- 1978 – Leviczky Andor magyar bábszínész, színész érdemes művész (* 1902)
- 1981 – Guerino Bertocchi olasz autóversenyző (* 1907)
- 1986 – Major Tamás kétszeres Kossuth-díjas magyar színművész, rendező, színigazgató, színészpedagógus, kiváló művész (* 1910)
- 2000 – Arthur Owen (Arthur William Owen) brit autóversenyző (* 1915)
- 2000 – Ernst Knobil amerikai biológus, endokrinológus, az MTA tagja (* 1926)
- 2002 – Desmond Titterington (John Desmond Titterington) brit autóversenyző (* 1928)
- 2006 – Muriel Spark (sz. Muriel Sarah Camberg), skót születésű brit írónő (* 1918)
- 2008 – John Archibald Wheeler amerikai elméleti fizikus, a „fekete lyuk” kifejezés, és a Wheeler-barkochba kitalálója (* 1911)
- 2015 – Günter Grass Nobel-díjas német író (* 1927)
- 2018 – Miloš Forman Oscar-díjas csehszlovák, majd amerikai filmrendező, színész és forgatókönyvíró (* 1932)
- 2025 – Mario Vargas Llosa Irodalmi Nobel-díjas perui író (* 1936)

## Nemzeti ünnepek, emléknapok, világnapok
- A katyńi vérengzés áldozatainak emléknapja Lengyelországban, 2007 óta.